# コンシェルジュ プラチナム
『コンシェルジュ プラチナム』 (Concierge Platinum) は、原案：いしぜきひでゆき、画：藤栄道彦による日本の漫画作品。徳間書店の『月刊コミックゼノン』創刊号（2010年10月25日発売）より2014年11月号（同年9月25日発売）まで連載された。単行本は全10巻。月刊コミックゼノン2015年1月号（2014年11月発売）より同一世界を舞台にした『コンシェルジュ インペリアル』の連載が行われている。

## 概要
実質的な前作『コンシェルジュ』終盤のエピソードに登場した「心理士にして経営アドバイザー」である九音響也を主人公に据え、周囲の人々とともにコンシェルジュとして成長していく物語である。
前作がホテルのコンシェルジュの業務を主軸にしたストーリー展開であったのに対し、本作品はホテル業務に加え、九音の得意とする心理学的知識を絡めたストーリー展開となっている。
主要登場人物の苗字には漢数字が用いられている。また、前作『コンシェルジュ』に登場した人物がゲストとして登場している。
作中に登場する商店街、ホテル、レストランなどは、実在のものをモデルにしている（四ノ橋白金商店街、シェラトン都ホテル東京、目黒雅叙園前太鼓橋、倶楽湾など）。

## あらすじ
ホテルキャピタル白金平は宿泊客及び施設利用客増加を図るために地元商店街と提携、コラボレーションの一環として商店街の一角に観光案内派出所を設置することになった。
地元出身で『商店街コンシェルジュ』を立案したホテルキャピタル白金平のコンシェルジュ・一条笑美は観光案内派出所の設置に伴い常勤を拝命する。生まれ育った愛着のある商店街を盛り上げようと奮闘するが、目に見えて活気を失っていく商店街の姿に喪失感を隠し切れず、心の片隅では復興を信じ切れていなかった。そこへ、経営アドバイザーとしてホテルに雇われた九音響也が加わる。突飛とも思える様々な知恵やアイデアを打ち出し、周囲の人々の協力を得ながら徐々に商店街に活気を取り戻させる様を描く。
ホテルキャピタル白金平も舞台であり、前作『コンシェルジュ』同様、訪れるゲストの要望に応えていく様も多く描かれている。

## 登場人物

### ホテルキャピタル白金平

#### コンシェルジュ部門
九音 響也（くおん きょうや）
心理士にして経営アドバイザー。人の無意識の仕草や表情を観察することで、その人の心、深層心理を読む。
両親共に日本人であるが、九音自身はロサンゼルスで生まれ育ち、日本には中学生のときに一度訪れたことがあるだけであった。日本語も英語も流暢に話すことが出来る。
ホテルキャピタル白金平との契約は当初1年、商店街に設置した観光案内派出所の運営が軌道に乗るまで経営アドバイスをすることであった。一条、十津川の薦めや千羽専務の薦めもあり、周囲の人々の奮闘や係わり合いから「途中で投げ出すのは気持ちが悪い」と第13話（第3巻収録）以降はホテルの正社員として勤務するようになった。
支給されている制服は燕尾服を基調としてデザインされたもの。白の礼装用手袋（ドレスグローブ）も身に着けている。夏季はジャケットを脱ぎ、フォーマルベストを着用する。
アメリカでは大学時代の仲間と会社を起業。しかし規模が大きくなるにつれて人間関係や金銭面で軋轢が生じ、九音の周囲から信頼できる人間がいなくなってしまった。この体験から利害のみでつながった関係や派閥争いを人一倍敬遠している。その後企業アドバイザーとして独立、M&Aも手がける凄腕の企業アドバイザーとして多くの事業者から信頼を得る反面、恨みを買うことも少なくない仕事内容であるため「企業のトップがこぞって会いたがり、そして会いたがらない人物」と称されていた。九音自身は、心理士であるが故に、普通の人ならば見過ごしてしまうような僅かな所作や言葉をつぶさに分析してしまうため、プラスに活用して有効な武器になることもあるが、逆に相手の悪意を読み取る場合も多いので、これに悩み、愁いの表情を見せることもある。
個人の能力や各々の契約・責任を基盤とし尊重するアメリカで生活・仕事をしていた九音は実感がなかったが、相手の真意を慮り、協調や和を重んじることを美徳と考えることの多い日本的な応対と比較すると、やや冷淡でドライな印象を与えていると同僚らから指摘され、相手を見透かすように観察するのではなく、想いを巡らせ慮るようにと指導されることもしばしばある。
プライベートではあくまで気さく、容姿に加えその特技ゆえ他人に細かい気配りができるので、異性には比較的モテるが自身は恋愛には淡白、三木や八重島といった同性の友人とのやり取りではかなり子供っぽい一面を見せ、口調や行動が比較的粗雑になる。
極度の方向音痴であり、車を運転中にカーナビから頻繁に「コースを外れました」のアナウンスが流れる描写がたびたびされている。
愛車はシェルビー・マスタング。
一条 笑美（いちじょう えみ）
ホテルキャピタル白金平のコンシェルジュ。『商店街コンシェルジュ』の立案者。現在は商店街に設置した観光案内所での業務が多い。
屈託のない笑顔と素直な性格で周囲の雰囲気を和ませるムードメーカーであり、地域住民からの信頼も厚いが、生まれ育った商店街が次第に寂れていくことに以前から心を痛めており、自らの仕事を通じて何とか街に再び活気を取り戻したいと考えている。
実家は観光案内派出所を設置した『四の橋白金平商店街』でレストランを営んでいる。
当初は九音の手腕を疑問視していたが、次第に信頼し異性としても意識している描写がある。
コンシェルジュとしての腕は他のスタッフほど抜きんでる特徴はないが、丁寧な応対で仕事をこなしている。
十津川 京香（とつかわ きょうか）
コンシェルジュ部門主任。常連客からの信頼も厚く、部下の面倒見も良い有能なコンシェルジュ。
前作『コンシェルジュ』に登場した、帝都ホテル総支配人・小野寺がホテルマンとしての心得を指導した部下のひとりであり、同じく前作のクインシーホテル・トーキョーの最上拝、ホテルグランシェルの水無月慶とは兄弟弟子の間柄になる。十津川は「小野寺の最後の弟子」と称されている。
ホテル業界に足を踏み入れる前は別の職種に就いていた、所謂転職組ではあるが、既にベテランと呼ばれる経験と実績を伴う実力者である。
心理士として超絶した九音の技能と能力は認めるところであるが、ホテルマンとしての経験も浅く、また日本での仕事や風潮に慣れない九音に対し、コンシェルジュとして顧客の立場からのサービスを心掛けるよう指導やアドバイスを与えることがある。九音には、Les Clefs d'Or（レ・クレドール＝金の鍵）を超える「白金の鍵」の持ち主になれる可能性を感じ、期待を寄せている。
明確な家族構成は描かれていないが、兄と姪の存在がセリフから判明している。
アルコールを嗜む。ただし非常に弱く一口程度で酩酊状態になる。酒癖はあまり良くなく泣き上戸で絡み酒である。また、若干妄想癖があるが、妄想終了までの速度は九音すらも読み取れないほど高速で処理される。
年齢や未婚といった部分を気にしている節があり、作中で何かといじられることが多い。マンションの部屋は多数のぬいぐるみが置かれた少女趣味なもの。
四月 鑑（わたぬき かがみ）
千羽専務の実娘。長い髪と長身（180cmを越えており、九音より頭一つ分ほども背が高い）がトレードマークの美女。千羽がコンシェルジュ部門の動向などを把握するために、四月を経理部門から移動させて目付役を担わせた。実の娘である自分にさえ心を許していない千羽に対して複雑な思いや不信感を抱いており、その内心を汲みとって気遣いを見せる九音に異性として好意を抱いている。そのため九音を失脚させようと目論んだり利用しようとする父に対し反発心を示すようになってきている。
「四月」は母方の姓である（千羽と鑑の母が婚姻関係にあったのか、離婚したのかなど描かれていないので不明）。他のホテルスタッフには、千羽と親子であることを伏せている。
非常に無口で台詞はほとんど無く、僅かな表情の変化や仕草などで感情を表現する。そのため他者からはコミュニケーションが取り辛い相手と思われることもあるが、本心を無用な言葉で繕わない分、ボディーランゲージに表れやすいため、仕草から相手の心情を察する九音にとっては感情表現がストレートでわかりやすい相手であり、コミュニケーションは円滑・良好に取れている。
パソコン操作や経理など職務にも有能だが、無口な分ストレスを溜めこむタイプで、何かの切っ掛けでキレると抑え込んでいた鬱憤を一気に爆発させてしまい、ロッカーや壁等にパンチやケリを入れる等暴力的な行動に出ることもある（九音が彼女を気遣うのもそれを知っているからである）。
運動は苦手であるが、スポーツ観戦が好き。カワイイ小動物やゆるキャラには目がない。周囲には幽霊等は信じていないと虚勢を張っているが、実はその手の類が人一倍苦手である。

#### フロント部門
三木 優馬（みき ゆうま）
配置転換でフロント業務に異動してきた。スポーツに秀でており学生時代は剣道部所属、イマドキ風の容姿と口調で女性からの人気も高い若者。子供好きの一面も覗かせている。
当初は、ホテルマンではなく経営アドバイザーとしてやってきた九音に対して、穿った先入観から嫌悪感やライバル心を隠そうとしなかった。しかし、折に触れて九音の仕事振りなどを目にし、少しずつその実直な人間性を認めて親しくなった。しかし、口の悪さは相変わらずである。犬猿の仲であり、良き悪友である。
ピョン吉と名付けたウサギを飼っている。愛車はマツダ・RX-8。

#### その他部門
八重島 樹（やえじま いつき）
ドアマン。肩までの黒髪をオールバックにしてシルクハットを被り、インバネスコートを纏っている。
元自衛官。自動車やオートバイに造詣が深く、また、卓越した運転技術はプロ級であると自負する。また、運転のみでなく我流ではあるが板金塗装、家具組立、超合金玩具の修理などの技量も高い。
自称「恋愛貧困の飢餓系男子」、所謂「非モテ」。女性と親しくなりたい気持ちは大いにあるが、場の空気を読まない言動で敬遠されがちである。女性アイドルグループのファン。
愛車にトライクを購入したものの、トライクを知らないイリエやなごみからは「オート三輪」、「初心者が乗るもの」と勘違いされる。

#### 管理部門
千羽（せんば）
専務。社長の失脚を狙っている派閥のひとりであり、商店街コンシェルジュの企画を監視するために実の娘である四月を経理からコンシェルジュ部門に移動させ、動向を把握・報告させる諜報活動まがいの行為を強いた。しかし、コンシェルジュ部門の着実な実績や九音の活躍を伝え聞くと計画の軌道修正を図り、有能な人材である九音を自分の陣営に取り込むほうが得策と考えアプローチを仕掛けるようになる。
誰に対しても常に警戒心を解くことはなく、本心や手の内を明かすことはしない。無意識の所作にもそれが現れており、九音には見抜かれている。
四月が自分の娘であることは他のスタッフには伏せている。
百瀬（ももせ）
支配人。九音に企業アドバイスの依頼をした人物。社長派に属しているひとりである。パイプ愛好者。

### 四の橋白金平商店街住人・ドリームハウス参加者
二宮 なごみ（にのみや -）
一条と幼馴染の楚々とした女性。和服を基調とした衣服の上にエプロンドレスとホワイトブリムを着用している。
商店街にある実家の二階で和風フットエステ「和（なごみ）」を営んでいる。他人の足の裏に執着を持っており“足拓”を収集しては、それを眺めて想いを馳せる趣味がある。一条からは「足裏フェチ」と揶揄される。
非常に迷信深く、縁起などに対して執拗である。自身だけではなく、周囲の人間がそれらに反する行いをすることを嫌う。良くない言動を目の当たりにすると瞬時に我を忘れて飛びつくように直ちに阻止する。その際、普段の清楚な佇まいを忘れたような形相になり、時には乱暴な強硬手段に出ることもあるため周囲の人間は驚愕してしまう（九音曰く、それさえ無ければ「お嫁さんにしたい女性ナンバー1な感じ」）。他にも呪術やオカルト、ホラーに関するものも「嗜む程度」に興味を持っている。それらを題材とした映画やアニメなどの映像作品は新旧問わず収集している。
二宮家に代々伝わる自家製の柚子胡椒を効かせた鶏の唐揚げは、商店街でも評判の一品。ドリームハウスにはこの唐揚げをメインにした定食で参加している。
六浦 イリエ（むつうら いりえ）
商店街にある「六浦洋品店」の娘。ガングロのメイクを施しているギャルな女子高生。ソフトボール部に所属している。普段からセーラー服を着用していることが多い。
ドリームハウス参加者の一人でもある。おじが茨城県で“六浦ハム”を製造しており、ドリームハウスではそのハムを角切りにして串に刺して炭火で炙った“ハム焼き”を提供している。
事あるごとに何かに譬えた言葉を多く使用するが、その選択の多くは昭和時代の流行語が多い（例：「藤田まこと風に言うと、あたり前田のクラッカーだよ」「こんにちは。林家こん平風にいうと、ちゃ ら～ん!」「三波伸介風に言うと、びっくりしたナァ、もう!」など）。
五反田 偲（ごたんだ しのぶ)
実家は商店街で花屋「生花Alice」を営んでいる。一条らよりもやや年上。子供の頃から成績も優秀、面倒見の良いお姉さん的な存在として信頼を集めている。
初登場時は駅前のデパート、アモーレ目黒に勤務していた。周囲の期待やプレッシャーに押し潰されそうになりながらも、仕事をそつなくこなすうちに自分の本心の在り所が分からなくなり、常に疑問を抱きながら日々を送っていた。夢を語り、それを実現させようと奮闘する一条らが羨ましく、劣等感や嫉妬の感情も芽生えていた。しかし、九音が提示したグリーンベレー式心理学を用いた自己啓発術で自分の本心と向かい合い、子供の頃から抱いていた夢を叶える一歩を踏み出す決意を固めてデパートを退職した。退職後は実家の手伝いをしながらドリームハウスに参加。責任者として名を連ねている。衣服もそれまでの生真面目な印象のレディーススーツから一転、遊び心のあるデザインを取り入れたカジュアルな服を着用している。
料理が得意であり、特にハンバーグは絶品と誉れ高い。ドリームハウスではハンバーグをメインに副菜の品数も多い定食を破格の値段で提供している。しかし、味を自負するあまり、客にも食べ方を細かく指南するので鬱陶しがられることもある。
七尾 小鹿（ななお こじか）
商店街にある鮮魚店「鮮魚 魚涼」の娘。魚を模した帽子を常に被っている。語尾をのばして話す癖がある。
体が丈夫ではないため、あまり外には出ず、家に籠もりがち。しかし、幼馴染の一条らが商店街活性化の為に奮闘している姿を見聞きしているうちに、自分も頑張らなければと一念発起。店先で魚の捌き方を実演するデモンストレーションを行っている。
非常に恥ずかしがり屋で、他人と目を合わせることが苦手で異性に対してもかなりの奥手である。前述のように病弱であり、包丁で指を切るなど生傷が絶えず、少し体を動かすだけで息切れする、プールに入ると水圧で呼吸困難になるほど体力に乏しい。

### 『コンシェルジュ』からのゲスト登場人物

#### クインシーホテル・トーキョー
作中で司馬一道が差し出した名刺には「クインシーホテル東京」と記されており、『コンシェルジュ』（以下「前作」と称する）での名称「クインシーホテル・トーキョー」と同一のものか、パラレルワールド（『シティーハンター』における『エンジェル・ハート』のような）としてのものかは不明。
当初は個人個人がゲスト登場していたが、コミックス7巻より、九音がクインシーホテル・トーキョーに研修のような形式で不定期に勤務するようになったため、ホテル全体の登場頻度が高まった。
前作に比べ、女性コンシェルジュの制服がマイクロミニのスカート丈から膝丈程度にモデルチェンジされている。
コンシェルジュ部門
鬼塚 小姫（おにづか さき）
コンシェルジュ部門のチーフ。ホテルキャピタル白金平のコンシェルジュとも横の連携があり、十津川の依頼を受けて商店街のマスコットキャラをデザインしてくれる人物として有明を紹介した。
コミックス7巻で漫画家の有明（後述）と婚約中であることが示され、コミックス8巻で挙式を行う。
川口 涼子（かわぐち りょうこ）
前作の主人公で、九音とは前作終盤のエピソードでサンライズヒル・ニューヨークに涼子が勤務している時に出会っている。
涼子の活躍や実績はホテルキャピタル白金平のコンシェルジュも聞き及ぶところであり“伝説のコンシェルジュ”の1人として名が通っている。
前作に比べヘアスタイルが一部変更されて描かれている。
第26話で、ホテルキャピタル白金平を訪ねてきて九音と再会を果たし、未だホテルマンとして暗中模索している九音にアドバイスを送る。
司馬一道との交際も続いている。
司馬 一道（しば かずみち）
クインシーホテル・トーキョーの常連客からの依頼で街に出ていたところ、たまたま居合わせた九音たちに不審者に間違われてしまった。交流のあるホテルのコンシェルジュ同士ということもあり、誤解が解けた後は打ち解ける。
後日、今まで自分の周囲にはいなかったタイプの九音の仕事ぶりを聞き及び、感心とともに一目置くようになる。
愛車は大型スポーツクルーザー（オートバイ）、ホンダ・DN-01の特撮番組仕様車。
金城 麗美（かねしろ れみ）
今作では髪の毛で耳を隠したショートボブに髪型を変えている。九音の愛車に対しメカニックとしてただならぬ興味を抱いていた。
惣田 純菜（そうだ じゅんな）
今作ではチーフコンシェルジュとなった小姫と同じく管理職の制服を着用して登場している。
相変わらず食に関する知識造詣が深く、特別編における人探しにて見事それを役立てた。
その他の部門
松岡 俊一郎（まつおか しゅんいちろう）
クインシーホテル・トーキョーの2代目オーナー兼社長。前作では独身だったが、本作では見合いを経て結婚しており一児をもうけている。
常に携帯している息子の写真を周囲の人間に見せては、賞賛の感想を求める親馬鹿ぶりを発揮するようになった。
笠井 信男（かさい のぶお）
クインシーホテル・トーキョーの元支配人。定年退職している。
髪型は変わらないものの、全般的に白髪になっている。
最上 拝（もがみ はい）
前作のもう一人の主人公で、クインシーホテル・トーキョーの元チーフコンシェルジュ。現在はフロアチーフに昇進。
十津川の兄弟子であり、キャピタルに宿泊するVIPの「お願い」に悩む十津川に対して、ひとことアドバイスを送る。
九音の人物評によれば「嘘つき」。例えれば、不治の病の患者に「治る」と告げるような医者であるが、実際に治ってしまう不思議な力を持っていると評している（プラシーボ効果、嘘も方便の類であるということ）。
前作最終回で再会した娘と同居しており、父親として娘とのコミュニケーションに悩む一面も垣間見せ、反抗期に関する九音の意見をメモする描写もある。
及川 みさお（おいかわ みさお）
前作ではコンシェルジュ部門のサブチーフ。現在の所属は不明。
常連客
有明 光成（ありあけ みつなり）
漫画家。商店街のマスコットキャラ「しろがねこ」のデザインを請け負った。
九音のことはクインシーホテル・トーキョーのコンシェルジュ・川口涼子を介してその名前を聞いている（但し、うろ覚えである）。
コミックス7巻にて、鬼塚小姫にプロポーズを行っており、式場選びなどを（九音に「どれでもよい」と言うと一生根に持たれると釘をさされているため）恐々と行っており、38話と同時に掲載された特別編で式を挙げた。
藤原 貴梨花（ふじわら きりか）
クインシーホテル・トーキョーの上得意客。海外にも活躍の場を広げつつある女優。その知名度を活かしオリンピック招致のプレゼンという大役を果たした。

#### その他
小野寺 正太郎（おのでら しょうたろう）
前作では帝都ホテル総支配人。本作では体調を崩して入院している様子が描かれ、弟子である十津川が見舞いをしている。見舞いには最上や水無月も訪れている。
下の名前は前作では明らかにされなかったものの、十津川が小野寺の見舞いに病院に訪れた際に明らかになる。
水無月 慶（みなづき けい）
ホテルグランシェル・トーキョーのチーフコンシェルジュ。小野寺の弟子であり、最上拝の同期で悪友。十津川の兄弟子として、また裏社会に詳しい人物として話題に出てくることがあり、その際には背景にシルエットや背中が描かれている。
最上 優菜（もがみ ゆな）
最上 拝の愛娘で、十津川とも面識がある。前作最終回で父親と再会した後に日本に帰国している。本作では最終回前後編で登場した。
本来は看護師志望だったが、帰国子女であるが故に漢字の読み書きが苦手という欠点があり、やむなく介護士へと進路修正している。内心そのことに挫折感を抱いていたが、九音の激励を受け苦手を克服するべく働きつつも勉学を続けるようになる。
次回作『コンシェルジュ インペリアル』では主人公を務める。

## 設定・用語など
四の橋白金平商店街
個人商店が多く並ぶ商店街。一時は駅前の大手デパートや商業施設に客足を奪われ、シャッター通り一歩手前になっていた。そんな折、ホテルキャピタル白金平との提携『観光案内派出所』を設置。商店街コンシェルジュによる画期的なアイデアが実を結び、徐々に活気を取り戻しつつある。
ホテルキャピタル白金平
本作のメイン舞台のひとつ。四の橋白金平商店街に程近い立地にある。九音らコンシェルジュが勤務している。
1972年創業・客室数492室。館内にはレストラン3つ・バーラウンジ2つ、エステ、美容室、ショッピングアーケード、宴会場、会議室などの施設を有している。十津川の言葉を借りれば「大規模のホテルに比べると、大人の隠れ家的」中堅のシティホテル。
ドリームハウス
『ドリームハウス』とは、白金平商店街を含む地域住人が日替わりで運営する参加型レストランの名称。商店街に足を運んで貰うために設置したアンテナショップの意味合いが強く、多くの営利を目的としていない。高校生以上であれば登録出来る。九音らが企画・アドバイスを請け負ったが、店舗責任者などは参加者から募い、運営を任せている。
しろがねこ
白金平商店街のマスコットキャラクター。大きな目に垂れ眉、腹部には「白金」の文字が魚の骨でデザインされているゆるキャラ。しろがねこをモチーフにしたドーナツや肉球まんじゅうを販売している。また、食品以外のアイテム（キーホルダー、ストラップ、ペン、ぬいぐるみなど）には電子マネー機能を有したICチップを内蔵している。加盟店においてはくじの機能も働き、ランダムに“当たり”が出る仕組みになっており、景品やサービスが受けられるサプライズとギャンブル的な要素でリピーターを見込んでいる。デザインは漫画家・有明光成。「デザイン料は、一条の実家のレストランで一ヶ月の間、飲食代をタダ」という約束で担った。
ラッキー・ハント
商店街で毎週末行っているイベント。通常の商品を小分けにして提供しており、客が試しに買ってみようと手を伸ばしやすい価格設定にするなど工夫がなされている。店頭には椅子やテーブルを設置。その場で商品を広げたり、腰を落ち着けて飲食が出来るサービスも提供している。店主らは客に対して商品の説明やアピールも行えるため、昔ながらの人情味溢れるコミュニケーションを取りやすいと好評。

## 書籍情報
- ゼノンコミックス 全10巻。
  1. 2011年3月22日 ISBN 978-4199800030
  2. 2011年8月20日 ISBN 978-4199800337
  3. 2012年2月20日 ISBN 978-4199800627
  4. 2012年7月20日 ISBN 978-4199800955
  5. 2012年12月20日 ISBN 978-4199801259
  6. 2013年6月20日 ISBN 978-4199801501
  7. 2013年10月19日 ISBN 978-4199801686
  8. 2014年3月20日 ISBN 978-4199801969
  9. 2014年6月20日 ISBN 978-4199802171
  10. 2014年10月20日 ISBN 978-4199802416